# La Roque-Alric
Pour les articles homonymes, voir Alric et La Roque.
La Roque-Alric est une commune française située dans le département de Vaucluse, en région Provence-Alpes-Côte d'Azur.

## Géographie

### Accès
La route départementale 90a est une petite route sinueuse qui escalade la montagne pour permettre l'accès au village puis continue son chemin reliant les deux communes voisines de Lafare à l'ouest et du Barroux à l'est.
|                   | Suzette                      |            |
| Lafare            | La Roque-Alric               | Le Barroux |
| Beaumes-de-Venise | Saint-Hippolyte-le-Graveyron |            |

### Relief
La commune, située au sein des Dentelles de Montmirail, connaît des différences de relief importantes, allant de 150 mètres à 517 mètres. Les serres les plus hautes se nomment le Devès et Carabelle.

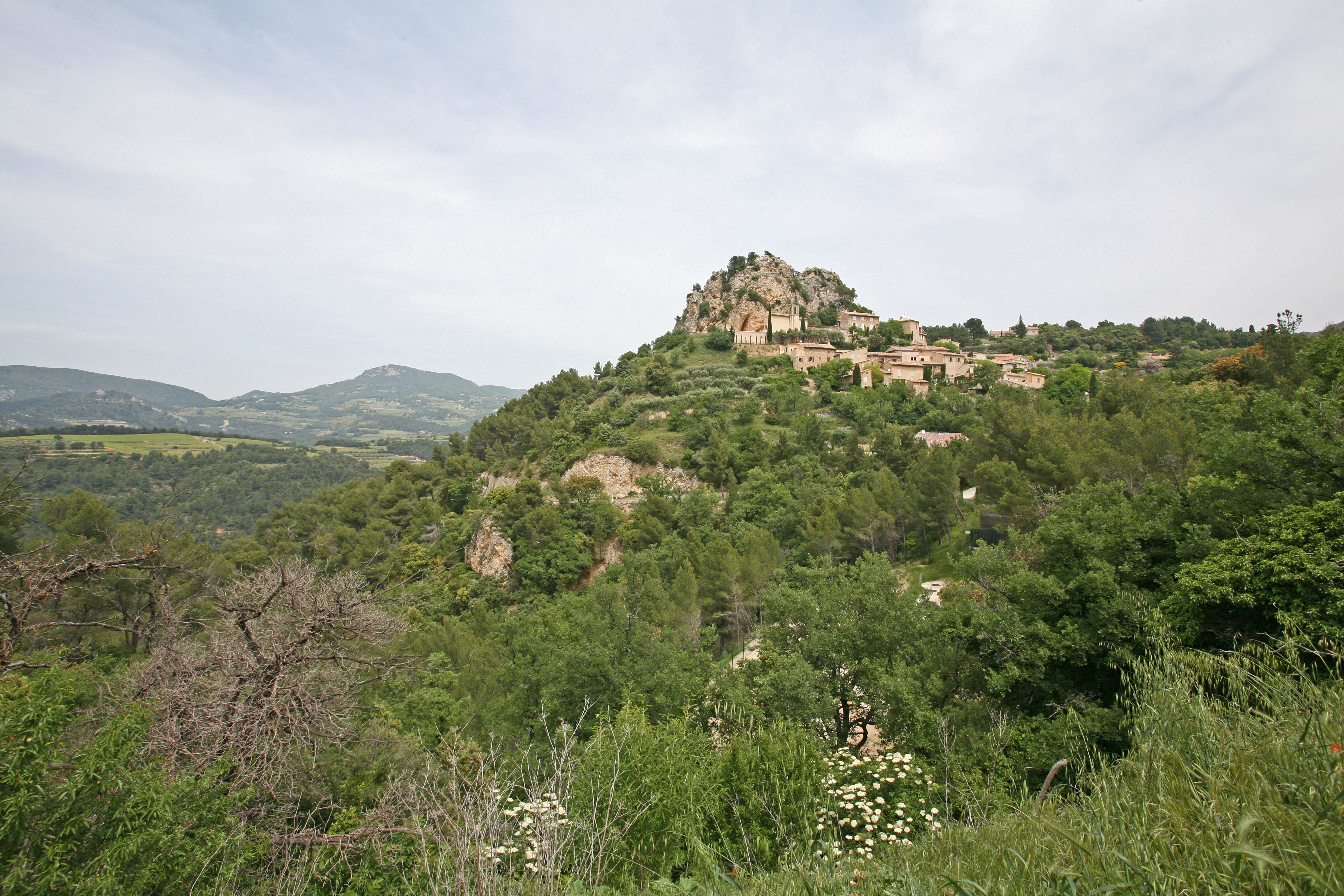
Des différences de relief importantes.
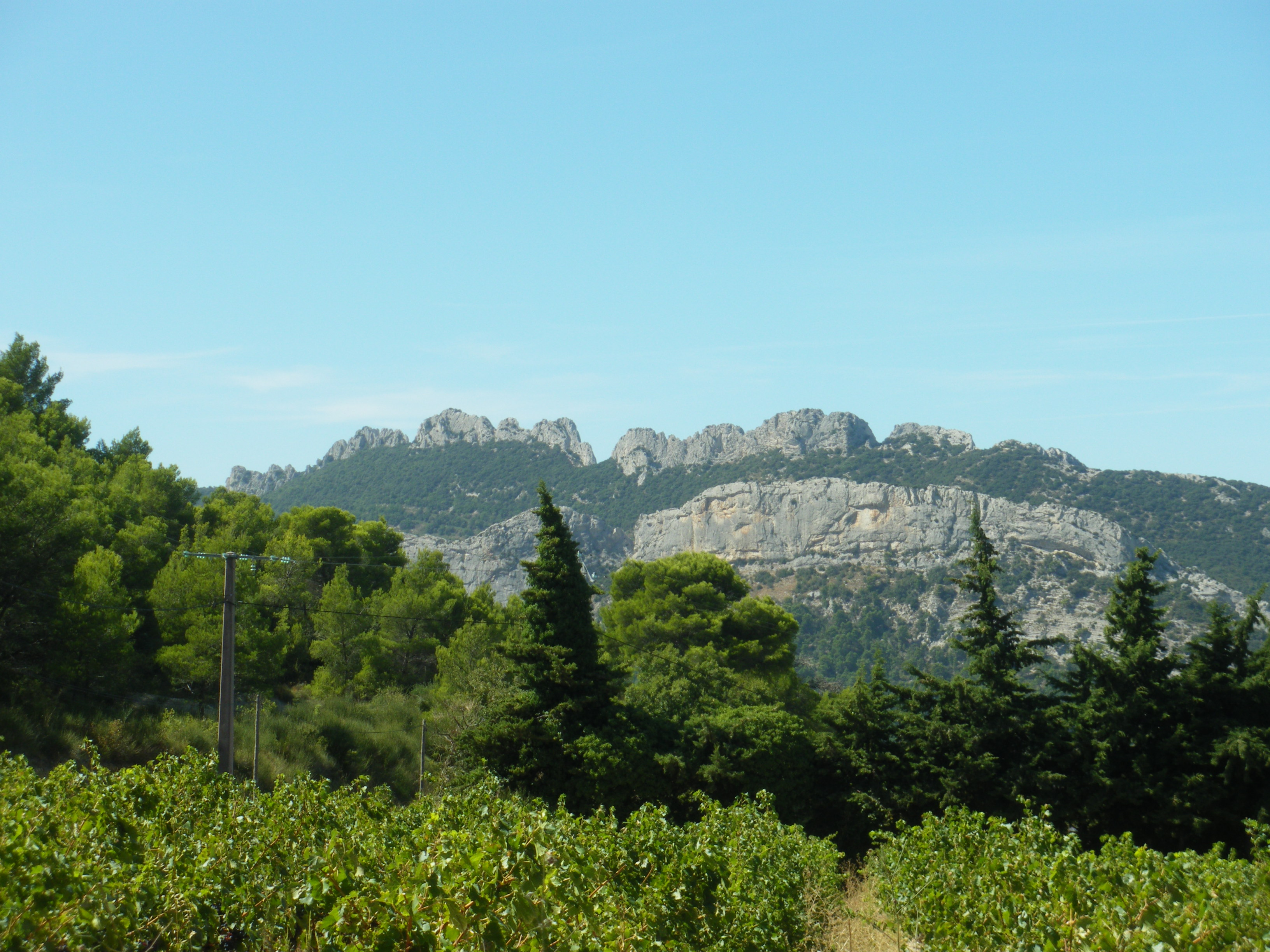
Les Dentelles de Montmirail, vues de La Roque-Alric.

### Géologie
Au sein des Dentelles de Montmirail, le petit massif de La Roque-Alric est formé de roches calcaires du Jurassique (Tithonien) et du Crétacé (Berriasien) dans lesquelles s'ouvrent quelques phénomènes karstiques, dont les grottes des Abories. Vers Roubiol apparaissent des résurgences de terres triasiques évaporitiques liées au diapir de Suzette.

### Sismicité
Les cantons de Bonnieux, Apt, Cadenet, Cavaillon, et Pertuis sont classés en zone Ib (risque faible). Tous les autres cantons du département de Vaucluse, dont celui de Vaison-la-Romaine, auquel appartient la commune, sont classés en zone Ia (risque très faible). Ce zonage correspond à une sismicité ne se traduisant qu'exceptionnellement par la destruction de bâtiments.

### Hydrographie
Le territoire communal est traversé par le ruisseau de la Combe, qui se nomme en amont la riaille de Suzette, et en aval la Salette. Les deux ponts sur la Combe ont résisté à la grande crue de 1992 qui toucha Beaumes et Vaison-la-Romaine.

### Climat
Pour des articles plus généraux, voir Climat de Provence-Alpes-Côte d'Azur et Climat de Vaucluse.
En 2010, le climat de la commune est de type climat méditerranéen franc, selon une étude du Centre national de la recherche scientifique s'appuyant sur une série de données couvrant la période 1971-2000. En 2020, Météo-France publie une typologie des climats de la France métropolitaine dans laquelle la commune est dans une zone de transition entre le climat de montagne et le climat méditerranéen et est dans la région climatique  Provence, Languedoc-Roussillon, caractérisée par une pluviométrie faible en été, un très bon ensoleillement (2 600 h/an), un été chaud (21,5 °C), un air très sec en été, sec en toutes saisons, des vents forts (fréquence de 40 à 50 % de vents > 5 m/s) et peu de brouillards. 
Pour la période 1971-2000, la température annuelle moyenne est de 13,2 °C, avec une amplitude thermique annuelle de 16,5 °C. Le cumul annuel moyen de précipitations est de 679 mm, avec 6,1 jours de précipitations en janvier et 2,8 jours en juillet. Pour la période 1991-2020, la température moyenne annuelle observée sur la station météorologique de Météo-France la plus proche, « Beaumont-Mt Serein », sur la commune de Beaumont-du-Ventoux à 9 km à vol d'oiseau, est de 7,0 °C et le cumul annuel moyen de précipitations est de 1 317,0 mm. 
La température maximale relevée sur cette station est de 33,4 °C, atteinte le 28 juin 2019 ; la température minimale est de −18 °C, atteinte le 5 février 2012,,. 
Les paramètres climatiques de la commune ont été estimés pour le milieu du siècle (2041-2070) selon différents scénarios d'émission de gaz à effet de serre à partir des nouvelles projections climatiques de référence DRIAS-2020. Ils sont consultables sur un site dédié publié par Météo-France en novembre 2022.

## Urbanisme

### Typologie
Au 1er janvier 2024, La Roque-Alric est catégorisée commune rurale à habitat très dispersé, selon la nouvelle grille communale de densité à sept niveaux définie par l'Insee en 2022.
Elle est située hors unité urbaine et hors attraction des villes,.

### Occupation des sols
L'occupation des sols de la commune, telle qu'elle ressort de la base de données européenne d’occupation biophysique des sols Corine Land Cover (CLC), est marquée par l'importance des forêts et milieux semi-naturels (54,7 % en 2018), en diminution par rapport à 1990 (61,6 %). La répartition détaillée en 2018 est la suivante : 
forêts (52,7 %), cultures permanentes (40,9 %), zones agricoles hétérogènes (4,5 %), milieux à végétation arbustive et/ou herbacée (2 %). L'évolution de l’occupation des sols de la commune et de ses infrastructures peut être observée sur les différentes représentations cartographiques du territoire : la carte de Cassini (XVIIIe siècle), la carte d'état-major (1820-1866) et les cartes ou photos aériennes de l'IGN pour la période actuelle (1950 à aujourd'hui).

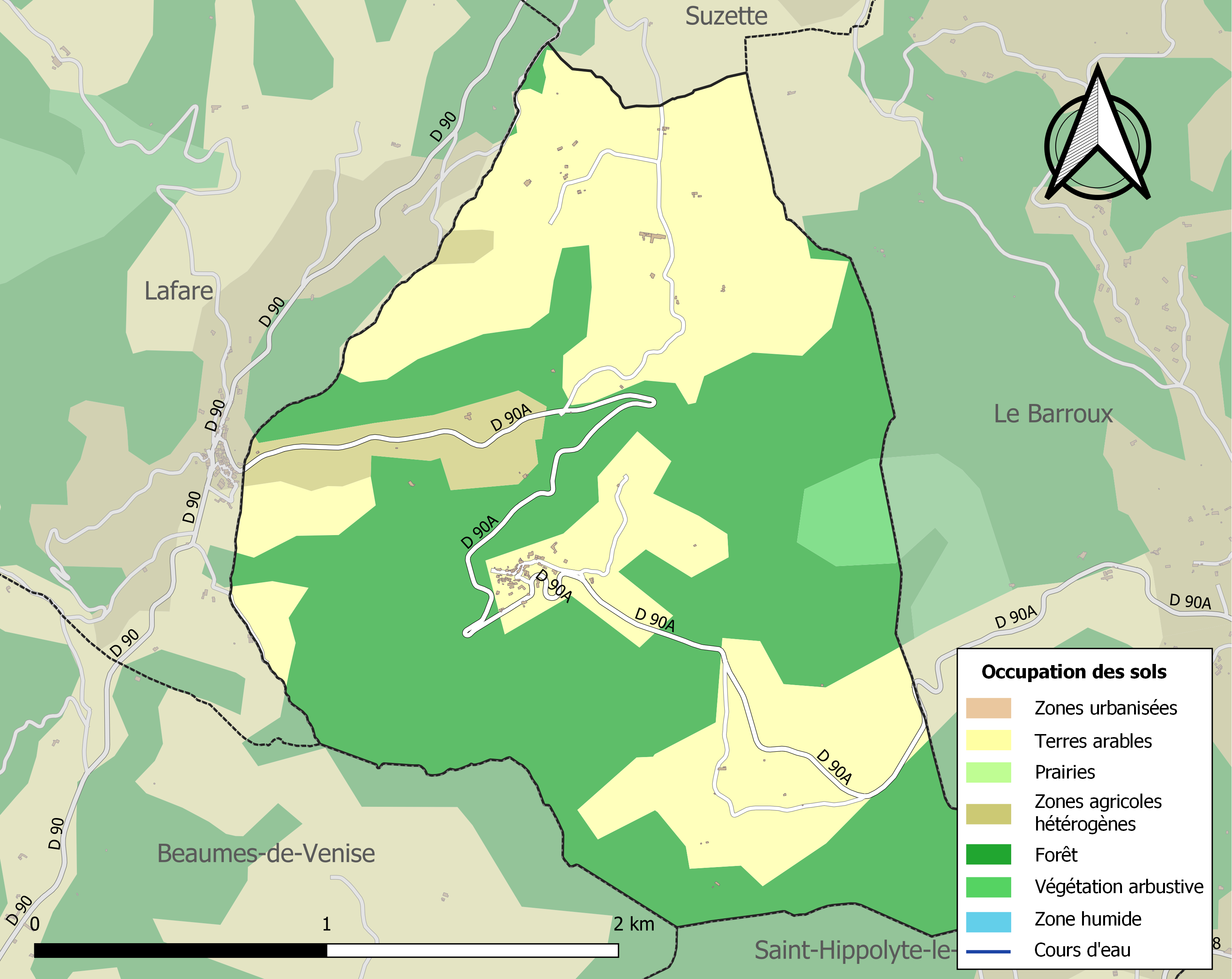
Carte des infrastructures et de l'occupation des sols de la commune en 2018 (CLC).

## Toponymie
Au Moyen Âge, le village est nommé dans différents actes Rocha aralrico, Roca alrici ou Rupes alarici. Le mot Roque, Rocca en provençal, désigne un rocher, mais aussi un point fortifié élevé. Le nom Alric, d'origine germanique, signifie « tout puissant » (de all : tout, et ric : roi), et s'est implanté dans le Midi par l'intermédiaire des Wisigoths, dont un chef, Alaric II, régna sur le royaume wisigoth (capitale Toulouse), de 484 à 507. Du XVIe au XVIIIe siècle, le village fut également appelé La Roque Henry, sans doute par volonté des autorités religieuses de christianiser ce nom. Il retrouva son nom unique, La Roque Alric, à la Révolution.

## Histoire

### Antiquité
Des traces d'occupation gallo-romaine ont été retrouvées sur le territoire communal. Au vallon de Roubiol, des fragments funéraires et une section d'un fût de colonne portant la représentation en ronde bosse d'un autel votif, un site à tegulae et imbrices (tuiles gallo-romaines). Plus récemment a été trouvé dans ce vallon un fragment de meule rotative romaine en basalte. Une stèle funéraire (un cippe), datant du IIIe ou IVe siècle de notre ère, a été retrouvée en 1961 par le professeur Pierre Fayot dans le jardin du presbytère : ce cippe comporte une inscription mentionnant le nom de la mère masculinisé, ainsi  que la gravure d’une ascia (sorte d'herminette pour creuser la pierre), signe interprété par certains comme des symboles pythagoriciens, par d’autres chercheurs comme des symboles chrétiens et dont le sens reste inconnu.

### Moyen Âge et période d'Ancien Régime

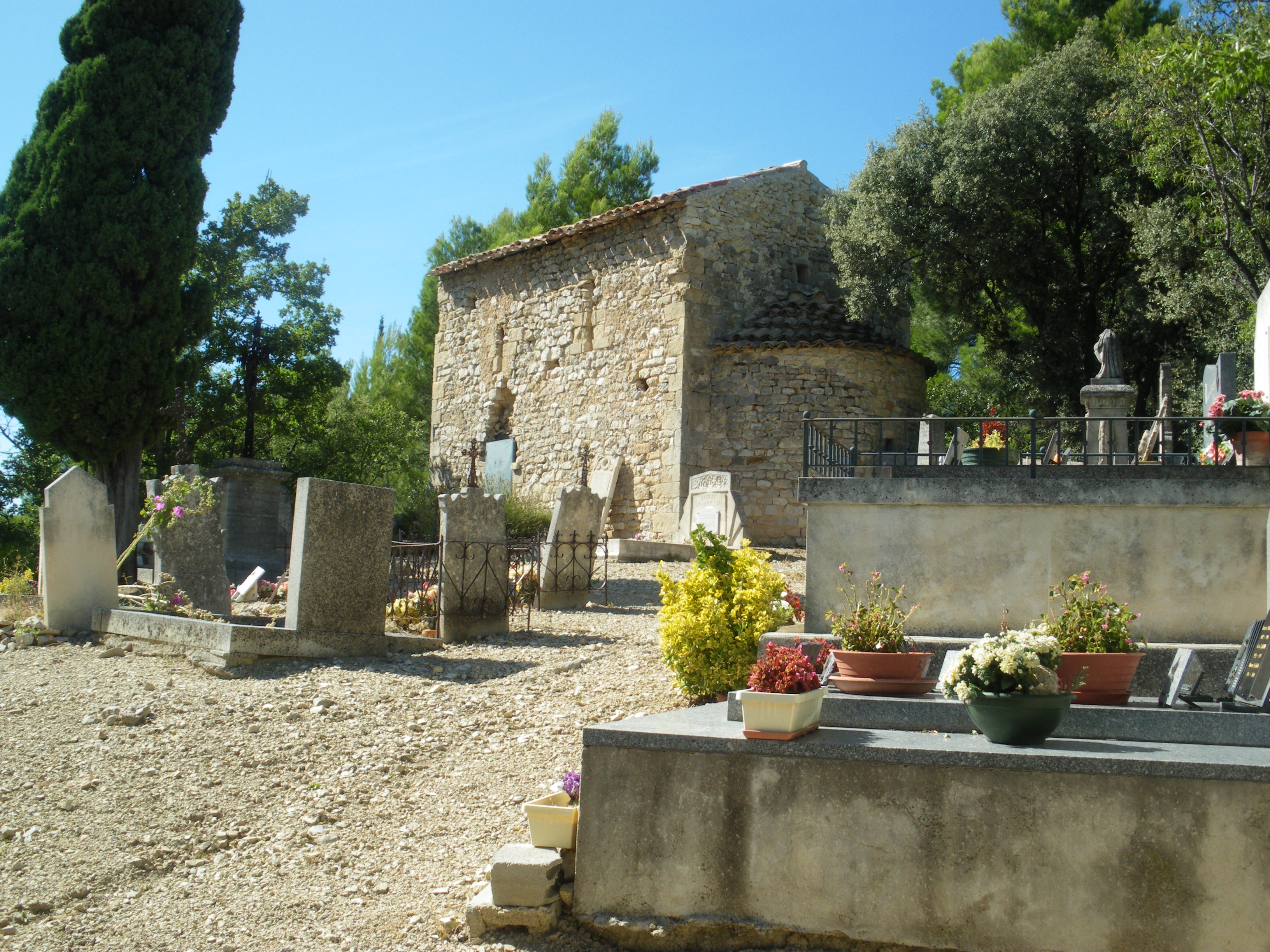
La chapelle romane Saint-Michel.

La première mention écrite du fief de la Roque Alric remonte à 1253, dans un manuscrit d’hommage de Raymond D’Agoult, seigneur de Beaumes, Durban et La Roque Alric, à son suzerain le comte de Poitiers et de Toulouse. La Roque Alric est mentionné dans cet acte comme un castrum et une villa, village perché et fortifié. En 1271, le fief de La Roque Alric est rattaché, comme tout le Comtat Venaissin, à l'autorité du Pape, représentée par un recteur siégeant à Carpentras, et un vice-légat siégeant à Avignon.
Le fief de La Roque passe ensuite entre les mains de différentes familles, selon les vicissitudes des héritages, des mariages et des ventes : Raymond d’Agoult vend en 1288 le fief aux Mormoiron, le fief est ensuite réuni à la maison de Venasque en 1421, puis à la famille des De Raymond de Modène en 1480, aux De Chaza en 1561. En 1613, il est vendu à la famille Raffélis de Tertulle, puis transmis en 1650 à la famille de Tertulle de Labaume Pluvinel.
Les seigneurs mirent en fermage leur domaine foncier de La Roque et cédèrent le reste des terres cultivables à des ménagers, paysans tenanciers qui payaient annuellement le cens. Les tenanciers avaient l’obligation d’utiliser le moulin à huile (situé à l'entrée du village) et le moulin à blé banals, moyennant paiement d’une redevance. La paroisse avait pour prieur le chanoine sacristain de Saint-Siffrein de Carpentras, qui percevait la dîme sur les agneaux, les grains et le vin, une partie de cette dîme servant à payer la portion congrue du curé.

### Période moderne
En 1791, les villageois de La Roque Alric s'associent à ceux du Barroux et de Saint-Hippolyte-le-Graveyron pour envoyer à l’Assemblée Électorale de Vaucluse des représentants favorables au rattachement du Comtat Venaissin à la France. Cette assemblée vote en majorité pour le rattachement, qui est proclamé à Paris par l’Assemblée Nationale le 14 septembre 1791. Le village est tout d’abord rattaché au département de la Drôme (comme tout le district de Carpentras), puis au département de Vaucluse créé le 25 juin 1793.
Durant la période révolutionnaire, la maison seigneuriale est mise à sac en 1792, comme dans d'autres villages de la région, et le petit village contribue lui aussi à l’effort de guerre en répondant aux réquisitions d’hommes, de fusils et de grains.
L'école est installée au village en 1842, et la classe a lieu dans un local situé au-dessus du four à pain communal. Il faudra attendre 1899 pour qu’une école soit construite. Les villageois mettent en place différentes solutions pour capter les eaux de pluie, ainsi que les sources et les eaux filtrantes aux alentours du village et à Roubiol : citernes, puits, mines à eau (tunes), et une fontaine publique est construite au village en 1856. Au XIXe siècle, alors que la plaine du Comtat voit son agriculture se diversifier et se tourner vers le commerce, grâce à la construction du canal de Carpentras, les quelques villages du massif des Dentelles continuent à vivre d’une agriculture de subsistance, autour du blé, de l’huile d’olive, de la vigne et de petits élevages ovins. Le moulin à huile fonctionne jusqu'à la fin du XIXe siècle. Chaque famille élevait des vers à soie dans les chambrées : la sériciculture fut pratiquée jusque dans les années 1930, et les quelques mûriers qui subsistent dans le village témoignent de cette époque.
Comme dans tout le Comtat, le village, qui compte plus de 150 habitants en 1854, subit ensuite les crises agricoles provoquées par le phylloxéra et par les maladies du ver à soie, et voit sa population décroître en raison de l'exode rural.  
Lors de la guerre de 1914-1918, dix villageois sont mobilisés, et La Roque-Alric est l'un des rares villages du Vaucluse à ne compter aucun soldat tué, ce qui explique l'absence de monument aux morts.  

Dans la première moitié du XXe siècle, le village abandonne l’agriculture traditionnelle et s'engage dans la culture des abricotiers et de la vigne. Le classement du vignoble de La Roque-Alric en AOC beaumes-de-venise et AOC ventoux, puis le gel des oliviers en 1956, orientèrent ensuite l'activité agricole vers la monoculture de la vigne.

### Héraldique
| La Roque-Alric | Les armes peuvent se blasonner ainsi : D'argent à la croix recroisetée d'azur, cantonnée de quatre mouchetures d'hermine de sable. |

## Politique et administration
La commune de La Roque Alric, qui faisait partie du Comtat Venaissin dans les États pontificaux en 1789, est passée dans le département de la Drôme en 1792, puis dans celui de Vaucluse en 1793 (district de Carpentras et canton de Malaucène). En 1801, le village intègre l'arrondissement d'Orange et le canton de Beaumes, devenu Beaumes-de-Venise en 1954. Le village a intégré l'arrondissement de Carpentras à la suite de la suppression de l'arrondissement d'Orange en 1926. Il fait partie du canton de Vaison-la-Romaine depuis 2015.

## Démographie
Sous l'ancien régime pontifical, des recensements eurent à compter de la fin du XVIIe siècle, à l'initiative des recteurs, qui s'appuyèrent sur le clergé local : ainsi, à La Roque Alric, on relève, en 1699, 140 habitants, 120 en 1709, 131 en 1716, 142 en 1750, 86 en 1790. L'évolution du nombre d'habitants est connue à travers les recensements de la population effectués dans la commune depuis 1793. Pour les communes de moins de 10 000 habitants, une enquête de recensement portant sur toute la population est réalisée tous les cinq ans, les populations de référence des années intermédiaires étant quant à elles estimées par interpolation ou extrapolation. Pour la commune, le premier recensement exhaustif entrant dans le cadre du nouveau dispositif a été réalisé en 2007.

En 2022, la commune comptait 51 habitants, en stagnation par rapport à 2016 (Vaucluse : +1,73 %, France hors Mayotte : +2,11 %).
| 1793 | 1800 | 1806 | 1821 | 1831 | 1836 | 1841 | 1846 | 1851 |
| ---- | ---- | ---- | ---- | ---- | ---- | ---- | ---- | ---- |
| 100  | 79   | 109  | 129  | 140  | 134  | 106  | 114  | 151  |

| 1856 | 1861 | 1866 | 1872 | 1876 | 1881 | 1886 | 1891 | 1896 |
| ---- | ---- | ---- | ---- | ---- | ---- | ---- | ---- | ---- |
| 154  | 147  | 141  | 111  | 106  | 94   | 92   | 75   | 74   |

| 1901 | 1906 | 1911 | 1921 | 1926 | 1931 | 1936 | 1946 | 1954 |
| ---- | ---- | ---- | ---- | ---- | ---- | ---- | ---- | ---- |
| 71   | 85   | 79   | 40   | 53   | 51   | 47   | 32   | 33   |

| 1962 | 1968 | 1975 | 1982 | 1990 | 1999 | 2006 | 2007 | 2012 |
| ---- | ---- | ---- | ---- | ---- | ---- | ---- | ---- | ---- |
| 42   | 33   | 36   | 52   | 59   | 54   | 69   | 71   | 52   |

| 2017 | 2022 | - | - | - | - | - | - | - |
| ---- | ---- | - | - | - | - | - | - | - |
| 51   | 51   | - | - | - | - | - | - | - |

## Économie

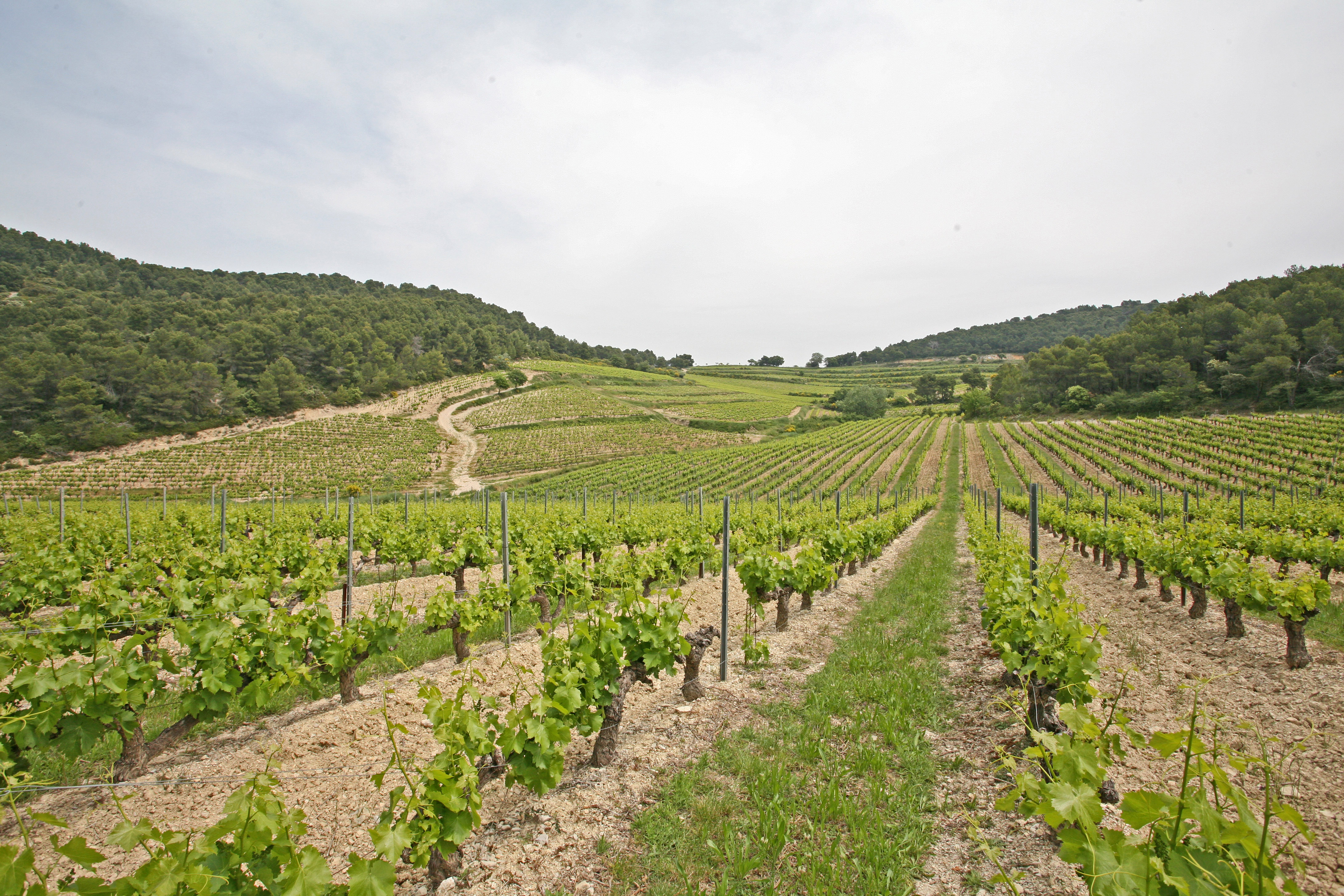
La vigne occupe une partie des terres de la commune.

Un très petit village vivant d'un peu de tourisme (une chambre d'hôtes + gîtes) et d'agriculture.
Culture de la vigne, production de vins en AOC côtes-du-Rhône et du Beaumes-de-venise et du Muscat de Beaumes-de-Venise.

## Vie locale

### Enseignement
Les collèges et lycées (classique ou d'enseignement professionnel) se trouvent sur Vaison-la-Romaine, Carpentras et Orange.

### Sports
Le cadre des Dentelles de Montmirail est propice aux randonnées pédestres, cyclotouristiques et à VTT, ainsi qu'à la pratique de l'escalade.

### Santé
Les spécialistes, hôpitaux et cliniques se trouvent sur Vaison-la-Romaine, Carpentras et Orange.

### Écologie et recyclage
La collecte et traitement des déchets des ménages et déchets assimilés et la protection et mise en valeur de l'environnement se font dans le cadre de la Communauté d'agglomération Ventoux-Comtat Venaissin (la Cove).

## Lieux et monuments
- Le site du village et ses maisons à flanc de rocher, dont la disposition est héritée du castrum féodal.
- L’église Saint-Michel, appuyée au rocher qui domine le village. Son origine remonte au XIIIe siècle, mais elle a été reconstruite au début du XVIIIe siècle ; depuis le parvis la vue est superbe sur les Dentelles de Montmirail.
- La chapelle romane Saint Michel, située dans le cimetière, et datant du XIe siècle, est en cours de sauvetage et de restauration.
- Ce village pittoresque a été peint et dessiné au XIXe siècle par des peintres du Comtat, Denis Bonnet, Jean-Joseph Bonaventure Laurens, et Jules Laurens. Ces œuvres sont entreposées au musée comtadin Duplessis de Carpentras, qui va être réaménagé dans l'Hôtel Dieu de cette ville.

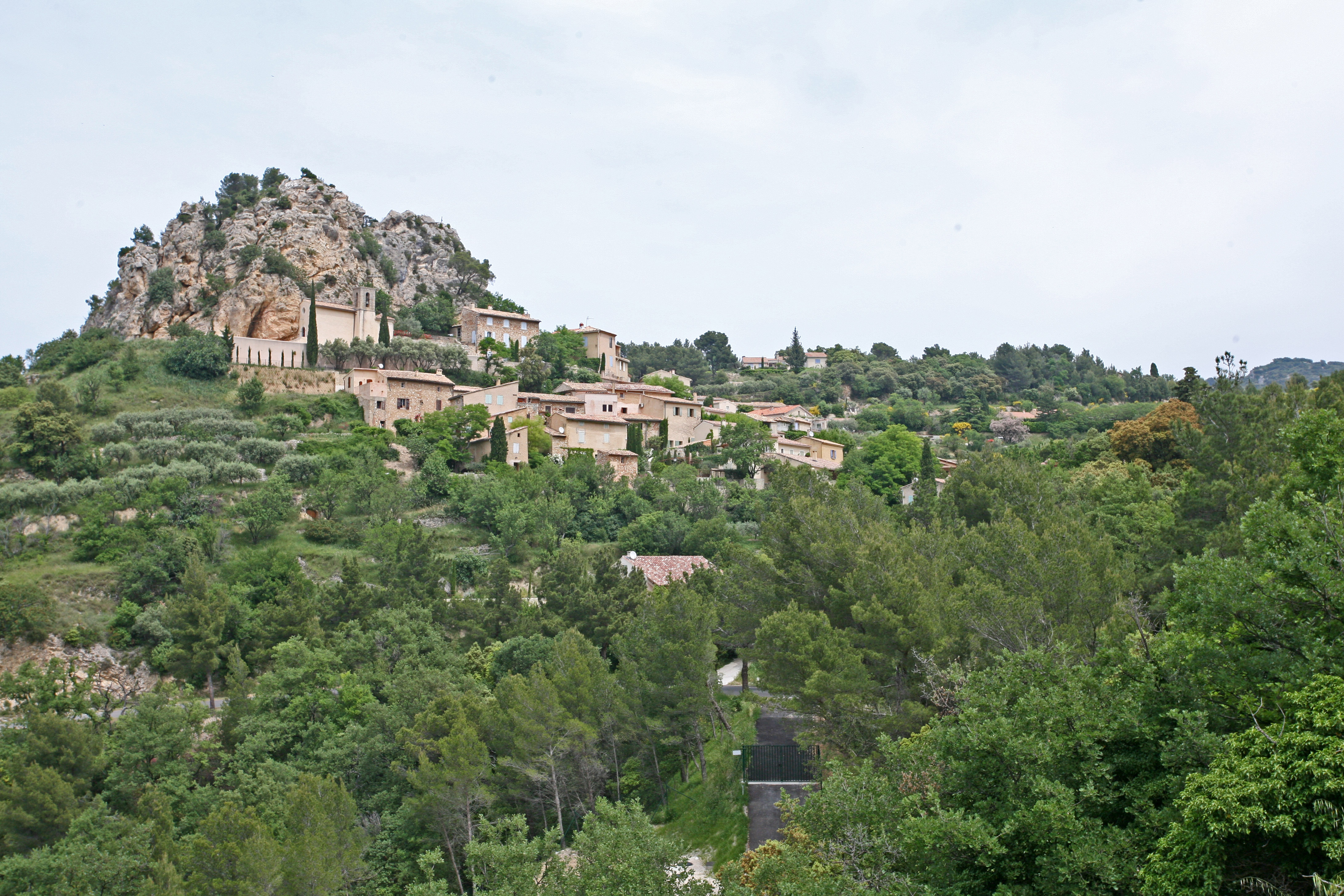
Le village, à flanc de colline.
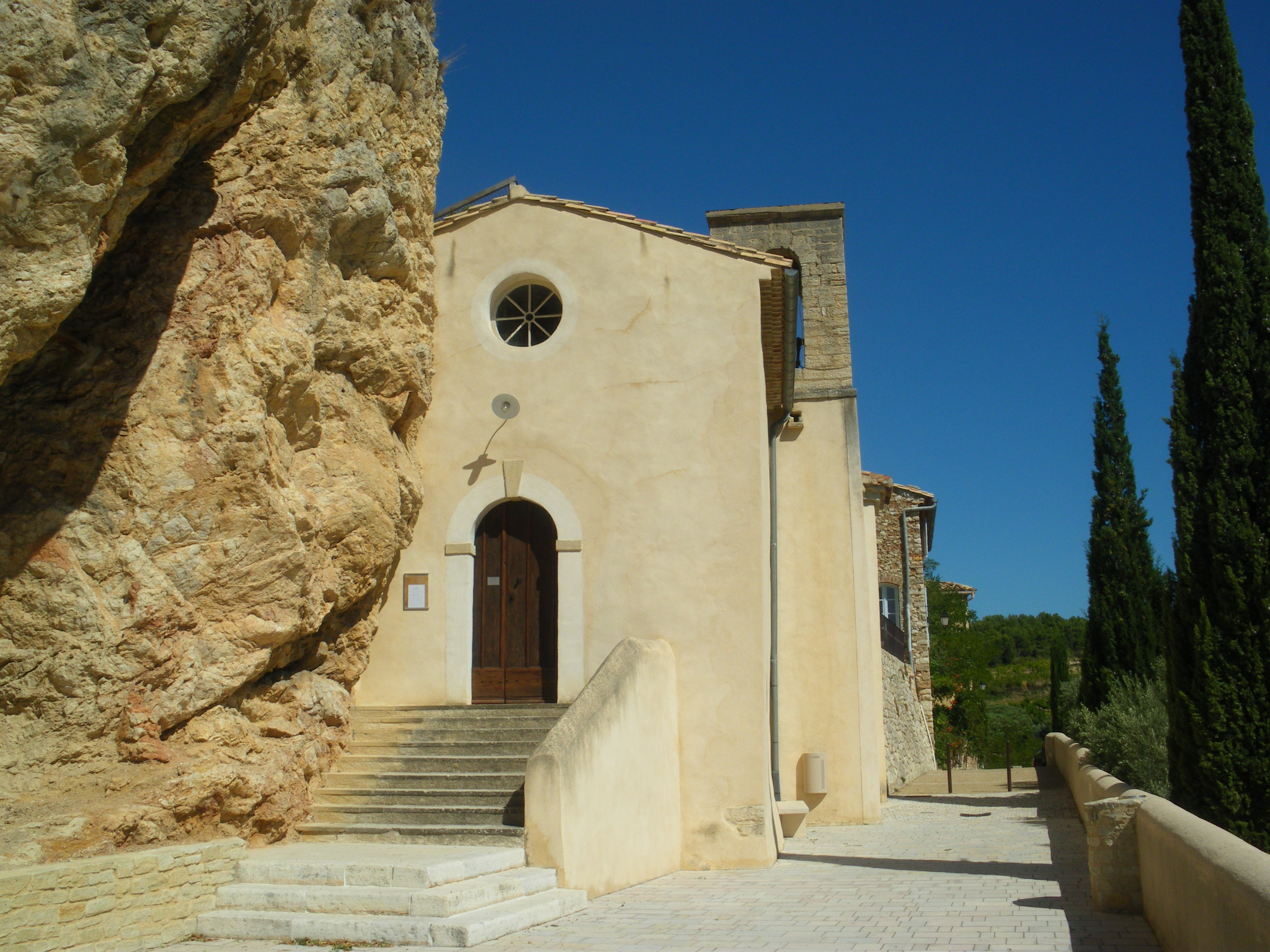
Façade de l'église.

## Personnalités liées à la commune
- Les familles Raffélis de Tertulle, puis Tertulle de la Baume Pluvinel eurent ce village en fief au cours des XVIIe et XVIIIe siècles[30].
- Idel Ianchelevici (1909-1994), sculpteur belge d'origine roumaine, résida régulièrement dans l'ancien presbytère de La Roque Alric entre 1958 et 1980, où il réalisa de nombreux croquis et exposa dans la région notamment au Barroux.
- Laure Guille-Bataillon (1928-1990) repose dans le petit cimetière du village. Elle fut traductrice de nombreux auteurs latino-américains, en particulier de Julio Cortazar avec lequel elle travailla en collaboration. Le prix Laure Bataillon récompense chaque année la meilleure traduction en français d'une œuvre de fiction.